# Gyps coprotheres

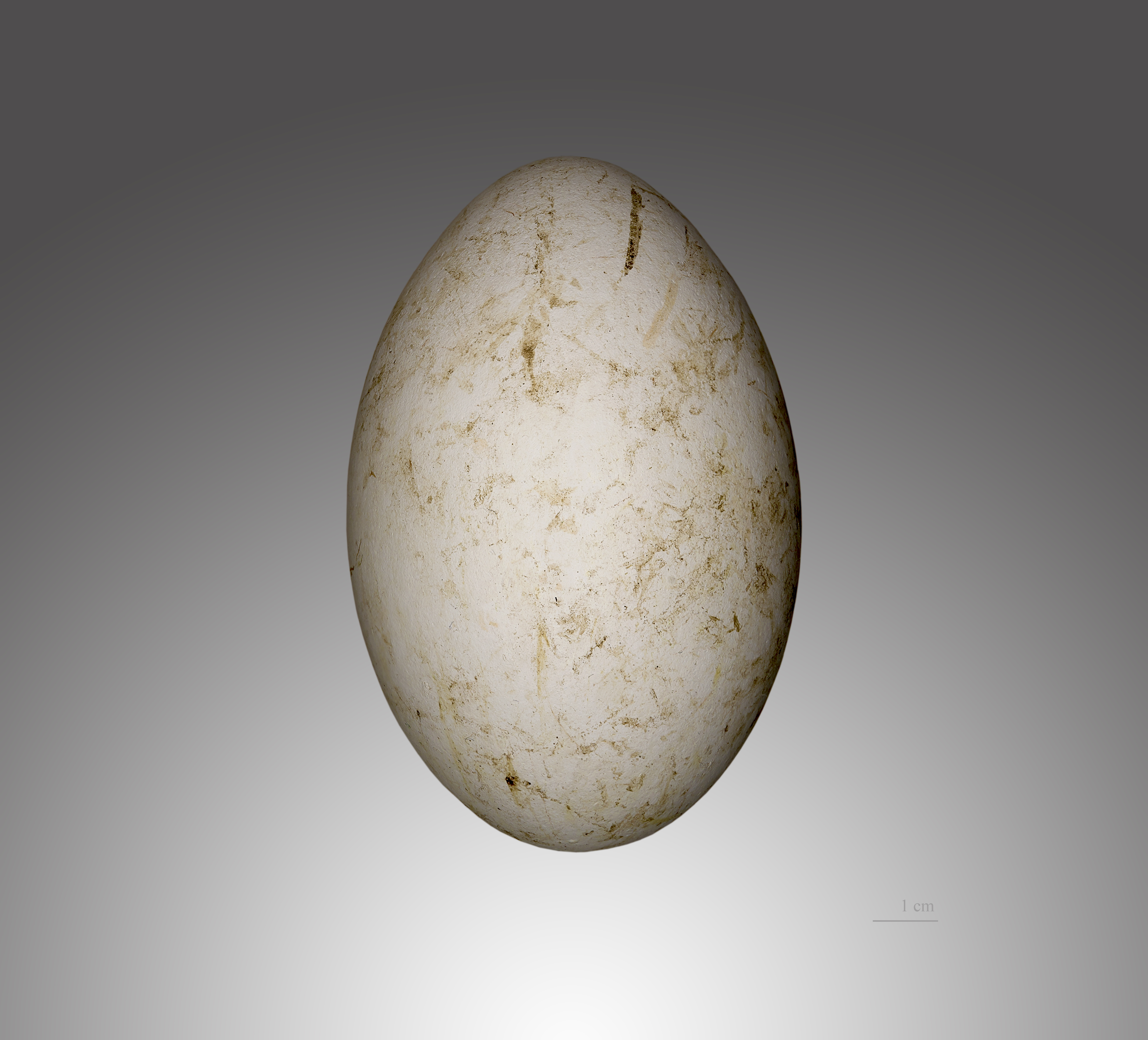
Gyps coprotheres

Il grifone del Capo (Gyps coprotheres (J.R.Forster, 1798)) è un avvoltoio del Vecchio Mondo appartenente alla famiglia degli Accipitridi; è una specie endemica dell'Africa meridionale.

## Descrizione
Questi animali misurano di solito 100–115 cm di lunghezza, con piumaggio marrone-bruno, eccetto il sottoala che è più chiaro.
Gli adulti sono più chiari rispetto ai giovani, e le loro copritrici alari possono sembrare addirittura bianche da grandi distanze.

## Biologia
Per nidificare, scelgono i dirupi più inaccessibili; depongono un uovo all'anno.
Durante la cova e l'allevamento dei nidiacei questi animali sono estremamente guardinghi e al minimo sospetto abbandonano il nido.

## Distribuzione e habitat
La specie è diffusa in Sudafrica, Lesotho, Botswana, Zimbabwe, Angola e Mozambico. Un tempo nidifcava anche in Namibia ove è andata incontro ad estinzione locale; sono in corso progetti di reintroduzione di esemplari allevati in cattività.

## Conservazione
Questa specie è diminuita abbastanza vistosamente di numero negli ultimi anni; secondo una stima del 2013 ne restano 4700 coppie allo stato libero. La IUCN Red List la classifica come specie in pericolo di estinzione (Endangered).
I maggiori pericoli per la sopravvivenza di questo animale provengono dai bocconi avvelenati, dal disturbo alle colonie nidificanti e dalla morte per elettroshock.